# 峨眉报春
峨眉报春（学名：Primula faberi），为报春花科报春花属下的一个种。种名faberi以19世纪来中国收集植物的德国人Ernst Faber的名字命名。